# 徳島県立城ノ内中学校・高等学校
徳島県立城ノ内中学校・高等学校（とくしまけんりつじょうのうちちゅうがっこう・こうとうがっこう）は、徳島県徳島市北田宮一丁目に位置した県立中学校および高等学校である。
徳島県立城ノ内高等学校は、徳島県立徳島北高等学校に次いで2番目に新しい高校で、徳島市内の旧総合選抜6校の1つであった。併設していた中学校は2004年に開校し、県内初の併設型公立中高一貫校であった。
また、リーディングハイスクール指定校である。
2020年4月、中学校は廃校となり、中等教育学校である徳島県立城ノ内中等教育学校が開校した。同時に、高校は入学募集を廃止し、2023年4月に中等教育学校への完全移行により廃校となった。

## 高等学校の設置学科
- 普通科

## 概要
1970年代当時、徳島市内の普通科高等学校は、城東、城南、城北、徳島市立の4校しかなく、いずれの高校も生徒数が飽和状態になりかけていた。さらに第2次ベビーブームの世代が1980年代前半に高校生になることから、学校の新設を求める意見が出る様になり、これを受けて普通科高校の設置が決定された。
1978年、徳島市北田宮一丁目の日本専売公社跡地で城ノ内高校の校舎建設が始まり（翌年11月に落成）、1980年度に開校したが、このときは現在南北に2つある校舎のうち南1棟しか完成していなかった（特別教室のほとんどが収まる北校舎は、1981年に全館完成）。校舎が完工した後は、1学年13クラスまで対応できるようになったが、1990年代後半に入り、少子化の時代を迎えると生徒数が減少していき、1997年に、徳島市応神町（一部板野郡北島町も含む）に徳島北高校が開校したことで、さらに生徒数は減少していった。
加えて、徳島市内の総合選抜制度廃止後、各高校の特色作りが必要となった時に、徳島県内からは市内の普通科高校の削減を検討する声が上がり、廃止候補に挙がったのが城ノ内高校であった。その理由としては、
1. 所在地が中途半端である。
2. 校区内に中学校が存在しないため、入学生が1番少ないと予想される。
3. 長い歴史と伝統をもつ他校に比べ、歴史の浅い城ノ内高校の方が廃止しやすい。

などが挙げられたが、10数年で歴史を終わらせるのは良くないとの意見も多数上がり、様々な方向で検討していたところ、文部科学省より中高一貫教育推奨の話が出されたことから、県は城ノ内高校を併設型中高一貫校にすることを決定した。
総合選抜制度廃止後の2004年度より中学校を開校することになり、生徒の募集数は高校240人・中学120人に決定された。次いで、中学1期生が高校に進学する2007年度より、高校の外部募集生の定員が120人に減らされ、クラスは高校6クラス、中学3クラスになった。
2004年度の中学生の入学競争率は約10倍、翌05年度は6倍であった。
なおシンボルツリーはヤマモモ。

## 交通
- 徳島市バス東田宮バス停下車、徒歩10分
- 徳島バス吉野橋バス停下車、徒歩10分
- JR佐古駅下車、徒歩20分

## 制服
- 夏服

・男子 半袖・長袖シャツ、スラックス
・女子 半袖・長袖ブラウス、チェック柄スカート
- 冬服

・男子 紺色ブレザー、スラックス、ネクタイ
・女子 紺色ブレザー、ストライプ柄スカート、リボン
- 合服

・男子 セーターまたは冬服その他冬服に同じ
・女子 ベストまたはセーターその他冬服に同じ

## 沿革
- 1977年 - 新設の公立普通科高校としての設置が決定。
- 1978年 - 徳島市北田宮一丁目の日本専売公社跡地が新校地に決定
- 1979年
  - 4月1日 - 新設高校開設準備室を県教育委員会事務局に設置
  - 8月22日 - 第1期建築工事起工式挙行
  - 11月1日 - 徳島県立城ノ内高等学校設置
- 1980年
  - 3月31日 - 第1期工事完成
  - 4月8日 - 徳島県立城ノ内高等学校の開校式、第一回入学式が行われる
- 1981年
  - 北側校舎が完成、全館を供用開始。
  - 5月10日 - 校旗・校歌制定
- 1999年9月1日 - 応援歌制定
- 2002年 - 2004年度より県内初の併設型中高一貫校に移行することが決定
- 2003年
  - 中学生の募集を開始。これに合わせて2004年度の中高入学生より、制服が変更
  - 5月13日 - 中学校校舎建築工事起工
  - 11月1日 - 徳島県立城ノ内中学校設置
- 2004年
  - 3月25日 - 中学校棟完成
  - 4月8日 -  徳島県立城ノ内中学校の開校式、入学式が行われる
- 2014年 - 2015年度からのリーディングハイスクール事業を決定。これにより当年度より中高の教育課程が変更。リーディングハイスクール事業について（お知らせ）
- 2015年 - 中学校におけるESを解消し、CALLシステムを導入
- 2018年 - 中学校の入学定員を140人に変更、高校入試募集定員を80人に変更
- 2020年
  - 4月1日 - 徳島県立城ノ内中学校閉校[3]
  - 4月8日 - 徳島県立城ノ内中等教育学校の入学式が行われる
- 2023年3月 - 徳島県立城ノ内高等学校閉校

## 中学校
中学校への入学競争率は高く、徳島県立富岡東中学校の完成に伴い少しは低下したもの、毎年約3～4倍の水準である。原則、中学校卒業者は併設の城ノ内高等学校へ進学することになっている。

## 施設
- 管理棟
- 教室棟
- 中学校棟
- 体育館
- 体育部会
- 研修館
- 艇庫

## 行事
共通
- 入学式・対面式（4月）
- 城ノ内祭（9月） - 前日祭、文化祭、体育祭
- 冬期球技大会（12月） - 第6学年は不参加

学年別<中学校>
- 宿泊研修（1年）
- 研修旅行（2年）
- 修学旅行（3年）
- 遠足（1・3年）
- 夏の球技大会（中）
- 合唱コンクール（中）
- 卒業証書授与式（中）

学年別<高等学校>
- 自然体験活動（4年）
- 修学旅行（5年）
- クラス遠足（6年）
- ゴルフ研修（6年）
- 夏期球技大会（高）
- 出張講義（4、5年）
- 進路講演会（高）
- その他講演（高）
- 卒業証書授与式（高）

## 部活動
以下は2020年度のもの。中等教育学校前期課程（旧中学校）の生徒と高校生が共同で活動するものには（前・高*）、中等教育学校前期課程（旧中学校）と高校両方にあるが特に共同活動しないものは（前・高）、中等教育学校前期課程（旧中学校）の生徒のみは（前）、高校生のみは（高）とする。

### 文化部
- 囲碁・将棋部（前・高*）
- 英会話部（前・高）
- 演劇部（前・高*）
- 音楽[注釈 3]部（高）
- 吹奏楽部（前）
- 茶道部（高）
- JRC部（高）
- 写真部（高）
- パソコン部（前・高*）
- 書道部（前・高）
- 美術部（前・高）
- 文芸・放送部（高）
- レベラーズ部（高）
- 技術部（前）
- 百人一首部（前・高*）

### 運動部
- 弓道部（前・高）
- 剣道部（前・高）
- 硬式野球部（高）
- 軟式野球部（前）
- サッカー部（前・高）
- 硬式テニス部（前・高）
- 登山部（高）
- バスケットボール部（前・高）
- バドミントン部（高）
- バレーボール部（高）
- フェンシング部（前・高）
- ラグビー部（高）
- 陸上競技部（前・高）

### 部活動外競技
- 駅伝競争[注釈 4] （前）

## 著名な出身者
- 吉川沙織 - 参議院議員（1995年3月卒業）[4]
- 関芳弘 - 衆議院議員（1984年3月卒業）[5]
- 荒瀬詩織 - 元フジテレビアナウンサー
- 豊永陽子 - 陸上競技選手、ヘルシンキ世界選手権女子砲丸投げ代表[6]
- 犬伏孝行 - マラソンランナー、元男子マラソン日本記録保持者、シドニー五輪代表[7]
- 佐々木義登 - 作家、四国大学教授
- 松本晃市郎（ジョビン） - プロゲーマー、総合格闘家（第4代DEEPフェザー級王座）、お笑いタレント[8]